# Pozos de asfalto de La Brea

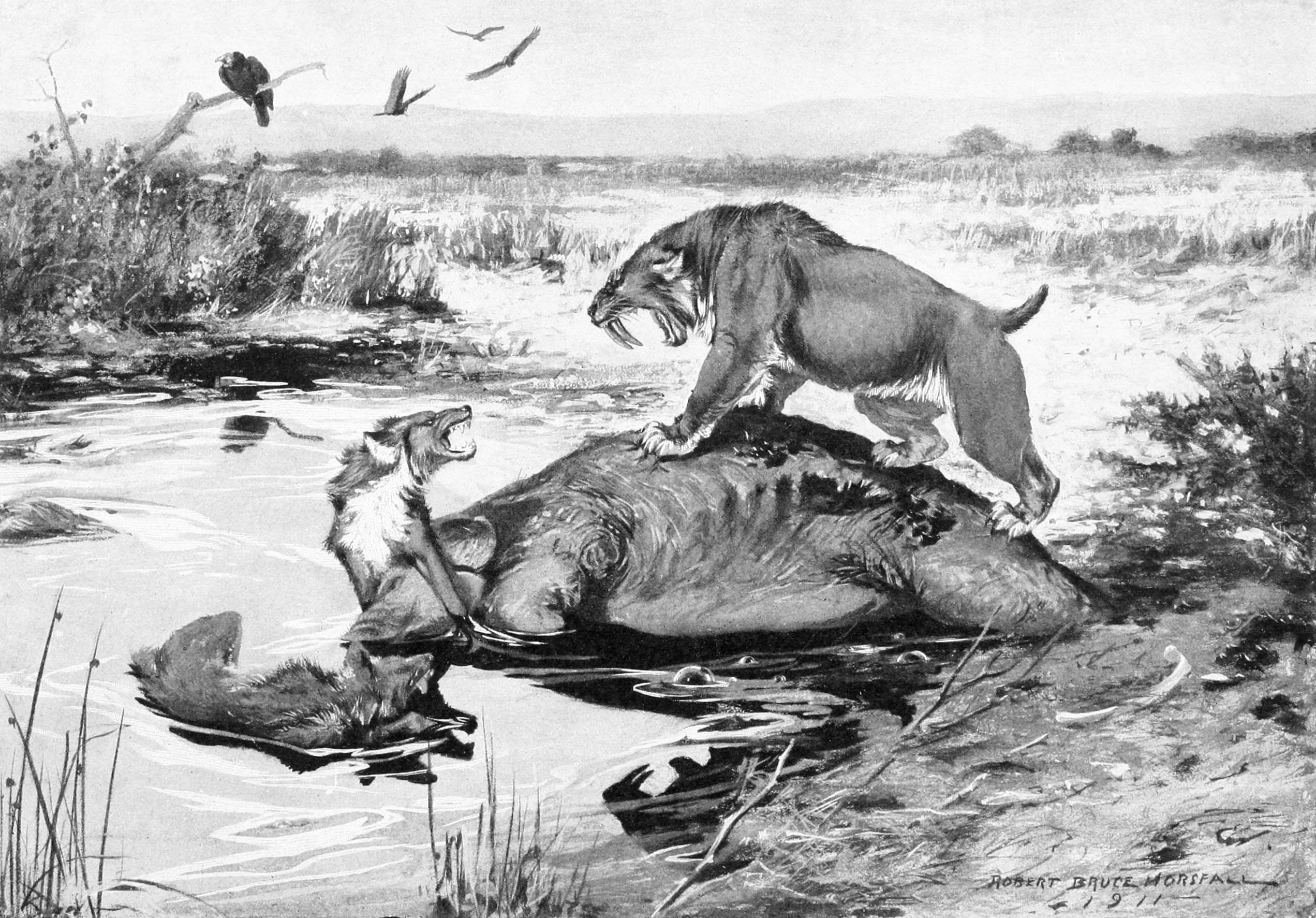
Ilustración de varias especies atascadas en los pozos de asfalto.

Los pozos de asfalto de La Brea es un sitio de investigación paleontológica activo en la zona urbana de la ciudad de Los Ángeles. El Hancock Park se fundó alrededor de un grupo de pozos de brea donde el asfalto natural (también llamado asfalto, betún o brea) se ha filtrado desde el suelo durante decenas de miles de años. Durante muchos siglos, se han conservado los huesos de animales atrapados. El Museo George C. Page está dedicado a investigar los pozos de brea y exhibir los especímenes de los animales que murieron allí. Los pozos de asfalto de La Brea es un Monumento Natural Nacional registrado.

## Formación
Los pozos de brea están compuestos de fracciones de petróleo pesado llamadas gilsonita, que se filtran de la Tierra en forma de petróleo. El petróleo crudo se filtra a lo largo de la falla de la 6th Street desde el campo petrolífero de Salt Lake, que subyace en gran parte del distrito de Fairfax al norte del Hancock Park. El petróleo llega a la superficie y forma charcos, convirtiéndose en asfalto a medida que las fracciones más ligeras del petróleo se biodegradan o evaporan. El asfalto normalmente se endurece en montículos rechonchos. Las pozas y montículos se pueden ver en varias áreas del parque.
Esta filtración ha estado ocurriendo durante decenas de miles de años, durante los cuales el asfalto a veces formaba un depósito lo suficientemente grueso como para atrapar animales. El depósito quedaría cubierto de agua, polvo u hojas. Los animales entrarían, quedarían atrapados y morían. Los depredadores entrarían para comerse a los animales atrapados y también quedarían atrapados. Cuando los huesos de un animal muerto se hunden, el asfalto los empapa y los vuelve de color chocolate oscuro o negro. Fracciones más ligeras de petróleo se evaporan del asfalto, dejando una sustancia más sólida, que luego encierra a los huesos. Se han extraído impresionantes fósiles de grandes mamíferos, pero el asfalto también conserva microfósiles: restos de madera y plantas, huesos de roedores, insectos, moluscos, polvo, semillas, hojas y granos de polen. Ejemplos de algunos de estos están en exhibición en el Museo George C. Page. La datación radiométrica de madera y huesos conservados ha dado una edad de 38.000 años para el material más antiguo conocido de las filtraciones de La Brea.

## Historia

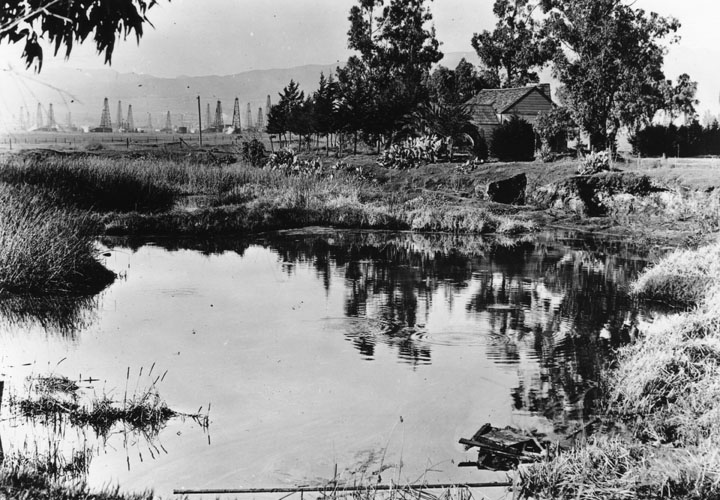
Los pozos de brea en 1910. Las torres de perforación de petróleo se pueden ver en el fondo.

Los nativos americanos Chumash y Tongva que vivían en el área construyeron barcos como ninguna otra civilización en América del Norte. Tirando de troncos caídos de secuoya del norte de California y trozos de madera flotante del canal de Santa Bárbara, sus antepasados aprendieron a sellar las grietas entre las grandes tablas de madera de las canoas utilizando la brea natural del área. Esta innovadora forma de transporte permitió el acceso arriba y abajo de la costa y a las Islas del Canal. La expedición de Portolá, un grupo de exploradores castellanos dirigido por Gaspar de Portolá, hizo el primer registro escrito de los pozos de brea en 1769. El Padre Joan Crespí Fiol escribió,

Mientras cruzaban la cuenca, los exploradores informaron haber visto algunos arroyos de brea que brotaban del suelo como manantiales; hierve derretida, y el agua corre por un lado y la brea por el otro. Los exploradores informaron que se habían topado con muchos de estos manantiales y habían visto grandes pantanos de ellos, suficientes, dijeron, para embrear muchas embarcaciones. No tuvimos la suerte de ver estos arroyos, aunque lo deseábamos; como estaba lejos del camino que habíamos de tomar, no quiso el Gobernador [Portolá] que los pasáramos. Los bautizamos como Los Volcanes de Brea.

Harrison Rogers, uno de los acompañantes de Jedediah Smith en su expedición de 1826 a California, se le mostró un trozo de asfalto solidificado mientras estaba en la Misión San Gabriel Arcángel, y anotó en su diario: "Los ciudadanos del país hacen un gran uso de él para levantar los techos de sus casas".
Los pozos de asfalto de La Brea y el parque Hancock están situados dentro de lo que alguna vez fue la concesión de tierras mexicanas del Rancho La Brea. Durante algunos años, se encontraron huesos cubiertos de brea en la propiedad del Rancho La Brea, pero inicialmente no se reconocieron como fósiles porque el rancho había perdido varios animales, incluidos caballos, ganado, perros e incluso camellos, cuyos huesos se parecen mucho a varios de las especies fósiles. La concesión de tierras original del Rancho La Brea estipulaba que los pozos de brea estarían abiertos al público para el uso del Pueblo local. Inicialmente, confundieron los huesos de las fosas con restos de berrendo (Antilocapra americana) o ganado bovino enfangado.

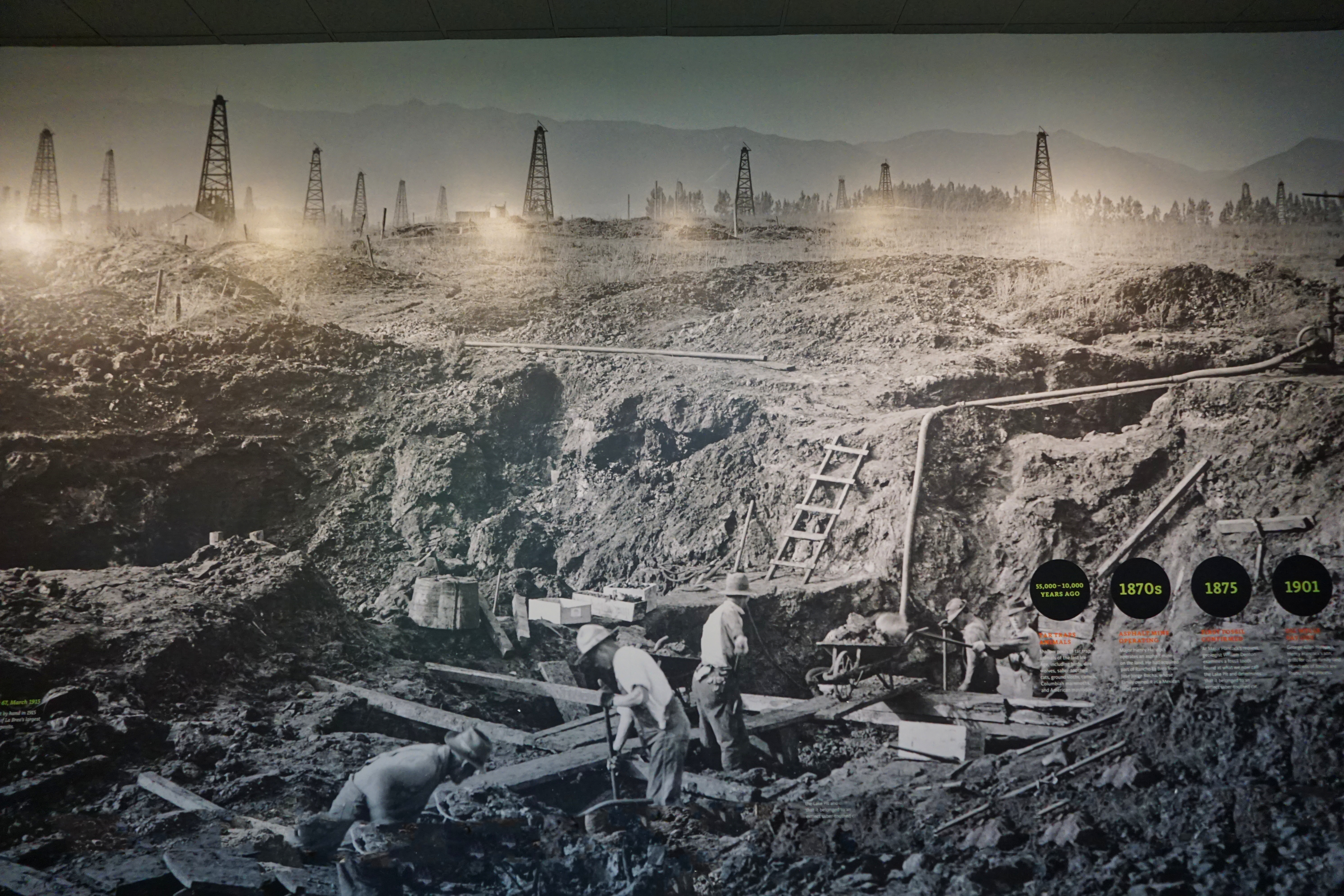
Primeras excavaciones (c. 1913).

En 1886, los Sres. Turnbull, Stewart & co. llevaron a cabo la primera excavación de brea en el pueblo de La Brea.
Al geólogo de la Union Oil WW Orcutt se le atribuyó, en 1901, el reconocimiento por primera vez de que los huesos de animales prehistóricos fosilizados se conservaron en charcos de asfalto en el Hancock Ranch. En conmemoración del descubrimiento inicial de Orcutt, los paleontólogos nombraron al coyote de La Brea (Canis latrans orcutti) en su honor.
John C. Merriam de la Universidad de California dirigió gran parte del trabajo original en esta área a principios del siglo XX. 
Las excavaciones contemporáneas de los huesos comenzaron en 1913-1915. En las décadas de 1940 y 1950, la preparación de huesos de mamíferos grandes previamente recuperados generó entusiasmo público. Un estudio posterior demostró que el material de vertebrados fósiles estaba bien conservado, con poca evidencia de degradación bacteriana de las proteínas óseas. Se cree que tienen entre 10 y 20 000 años y datan del último período glacial. 

### Excavación del "Proyecto 23" y pozos recién descubiertos
El 18 de febrero de 2009, el Museo George C. Page anunció el descubrimiento del 2006 de 16 depósitos de fósiles que se habían extraído del suelo durante la construcción de un estacionamiento subterráneo para el Museo de Arte del Condado de Los Ángeles junto a los pozos de brea. Entre los hallazgos se encuentran restos de un tigre con dientes de sable, lobos gigantes, bisontes, caballos, un perezoso terrestre gigante, tortugas, caracoles, almejas, milpiés, peces, tuzas y un león americano. También se descubrió un esqueleto de mamut casi intacto, apodado Zed; las únicas piezas que faltan son una pata trasera, una vértebra y la parte superior de su cráneo, que fue cortada por equipos de construcción en preparación para construir la estructura del estacionamiento.
Estos fósiles se empaquetaron en cajas en el sitio de construcción y se trasladaron a un complejo detrás del Pozo 91, en la propiedad del Museo Page, para que la construcción pudiera continuar. Veintitrés grandes acumulaciones de asfalto y muestras fueron llevadas al Museo Page. Estos yacimientos se trabajan bajo el nombre de "Proyecto 23". A medida que se amplió el trabajo de la Línea D del transporte público, los investigadores del museo sabían que se descubrirán más pozos de brea, por ejemplo, cerca de la intersección de Wilshire y Curson. En una excavación exploratoria del metro en 2014 en Miracle Mile, los objetos prehistóricos desenterrados incluyeron geoducks, dólares de arena y una rama de 10 pies (3 m) de un pino, de un tipo que ahora se encuentra en los bosques de California Central.

## Museo George C. Page

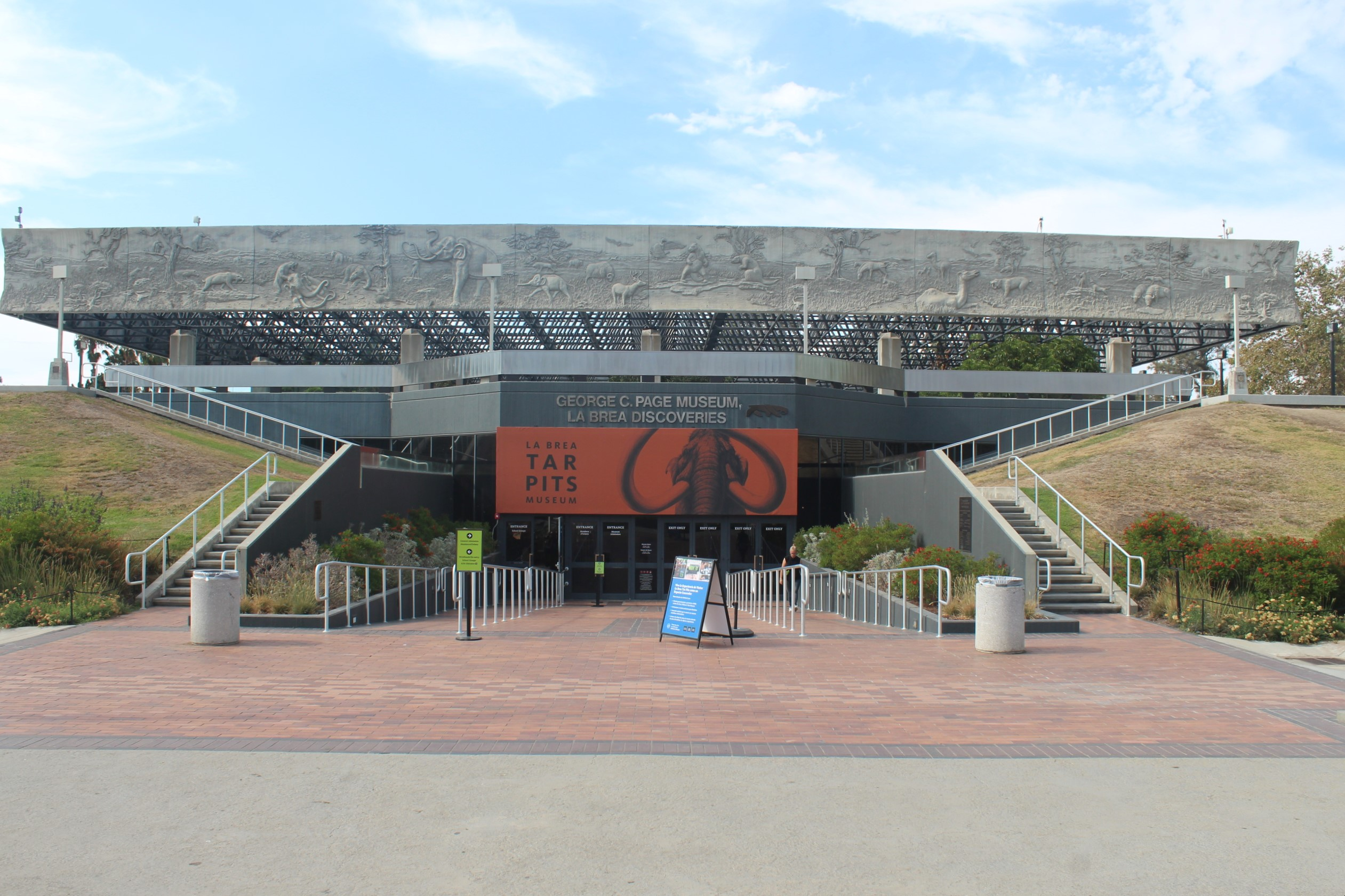
Museo de los pozos de asfalto de La Brea en el parque Hancock.

En 1913, George Allan Hancock, propietario de Rancho La Brea, otorgó al Museo de Historia Natural del condado de Los Ángeles los derechos exclusivos de excavación en Tar Pits durante dos años. En esos dos años, el museo logró extraer 750.000 especímenes en 96 sitios, lo que garantiza que una gran colección de fósiles permanecerá consolidada y disponible para la comunidad. Luego, en 1924, Hancock donó 23 acres al condado de Los Ángeles con la estipulación de que el condado proporcione la preservación del parque y la exhibición de fósiles encontrados allí.
El Museo George C. Page de los descubrimientos de La Brea, parte del Museo de Historia Natural del condado de Los Ángeles, se construyó junto a los pozos de brea en el parque Hancock en Wilshire Boulevard. La construcción comenzó en 1975 y el museo se abrió al público en 1977. El área es parte de la zona urbana de Los Ángeles en el Distrito Miracle Mile.
El museo cuenta la historia de los pozos de brea y presenta especímenes excavados en ellos. Los visitantes pueden caminar por el parque y ver los pozos de brea. En los terrenos del parque hay modelos de tamaño natural de animales prehistóricos en o cerca de los pozos de brea. De más de 100 pozos, solo el pozo 91 todavía es excavado regularmente por investigadores y se puede ver en la estación de observación del pozo 91. Además del Pozo 91, la otra excavación en curso se llama "Proyecto 23". Los paleontólogos supervisan y dirigen el trabajo de los voluntarios en ambos sitios.
Como resultado de una competencia de diseño en 2019, el Museo de Historia Natural del Condado de Los Ángeles eligió a Weiss/Manfredi en lugar de Dorte Mandrup y Diller Scofidio + Renfro para rediseñar el parque, incluso agregando una pasarela peatonal de 3,281 pies de largo que enmarca el lago Pitt.

## Patrimonio geológico de la IUGS
Gracias a que es el "sitio paleontológico más rico de la Tierra en fósiles terrestres de la era cuaternaria tardía", la Unión Internacional de Ciencias Geológicas (IUGS) incluyó las "filtraciones de asfalto del Cuaternario tardío y el sitio paleontológico de los pozos de asfalto de La Brea" en su conjunto de 100 'sitios del patrimonio geológico' en todo el mundo en una lista publicada en octubre de 2022. La organización define un Sitio de Patrimonio Geológico de la IUGS como 'un lugar clave con elementos y/o procesos geológicos de relevancia científica internacional, utilizados como referencia, y/o con una contribución sustancial al desarrollo de las ciencias geológicas a lo largo de la historia'.

## Flora y fauna

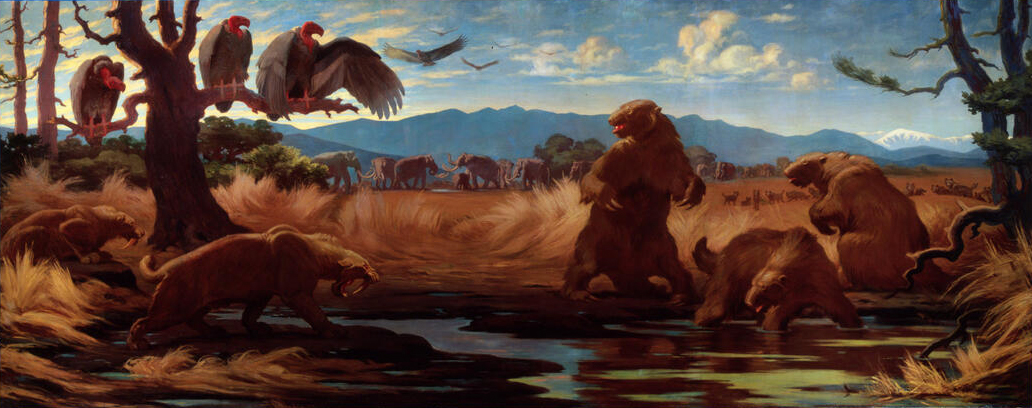
Fauna de los pozos de asfalto de La Brea representada por Charles R. Knight.

Entre las especies prehistóricas asociadas con los pozos de asfalto de La Brea se encuentran los mamuts del Pleistoceno, los lobos gigantes, los osos de cara corta, los leones americanos, los perezosos terrestres (incluido el perezoso terrestre de Jefferson ), los coyotes, los bisontes antiguos y el fósil estatal de California, el tigre diente de sables (Smilodon fatalis).
El parque es conocido por el hallazgo de innumerables fósiles de mamíferos que datan del último período glacial. Si bien los fósiles de mamíferos generan un interés significativo, también se valoran otros fósiles, incluidos insectos y plantas fosilizados, e incluso granos de polen. Estos fósiles ayudan a definir una imagen de lo que se cree que fue un clima más frío y húmedo en la cuenca de Los Ángeles durante la era glacial. Los microfósiles se recuperan de la matriz de asfalto y arcilla arenosa lavándolos con un solvente para eliminar el petróleo, y luego seleccionando los restos bajo una lente de alta potencia.
Históricamente, la mayoría de los mamíferos excavados en los depósitos de La Brea habían sido grandes carnívoros, lo que respalda una supuesta "trampa de carnívoros" en la que los grandes herbívoros atrapados en el asfalto atraían a los depredadores y carroñeros que luego quedaban atrapados mientras intentaban robar una comida rápida. Sin embargo, una nueva investigación con miras a los microfósiles ha revelado una asombrosa diversidad y abundancia de muchos tipos de mamíferos. Según el paletólogo Thomas Halliday, "los pozos de asfalto del Rancho La Brea... donde los grandes herbívoros normalmente quedan atrapados en la brea que se filtra naturalmente del suelo y, como resultado, se obtienen grandes concentraciones de herbívoros específicos. Obtienes una muestra herbívora del ecosistema y muy pocos carnívoros, excepto aquellos que intentan alimentarse de los cadáveres ya muertos que acaban de quedar atrapados en la brea".

### Bacterias
El gas metano se escapa de los pozos de asfalto, provocando burbujas que hacen que el asfalto parezca hervir. El asfalto y el metano aparecen debajo de los edificios circundantes y requieren operaciones especiales para eliminarlos a fin de evitar el debilitamiento de los cimientos de los edificios. En 2007, investigadores de UC Riverside descubrieron que las burbujas eran causadas por formas resistentes de bacterias incrustadas en el asfalto natural. Después de consumir el petróleo, las bacterias liberan metano. Aquí se descubrieron recientemente alrededor de 200 a 300 especies de bacterias.

## Presencia humana
Solo se ha encontrado un ser humano, un esqueleto parcial de la Mujer La Brea que data de alrededor de 10 000 años calendario (alrededor de 9000 años de radiocarbono ) AP, que tenía entre 17 y 25 años al morir y se encontró asociado con restos de un perro doméstico, por lo que se interpretó que había sido enterrado ceremonialmente. En 2016, sin embargo, se determinó que el perro era mucho más joven.
Además, algunos fósiles aún más antiguos mostraron posibles marcas de herramientas, lo que indica que los humanos estaban activos en el área en ese momento. Los huesos de tigre dientes de sable de La Brea que muestran signos de marcas de corte 'artificiales' en ángulos oblicuos con respecto al eje largo de cada hueso se fecharon por radiocarbono en 15.200 ± 800 AP (sin calibrar).
Si estos cortes son de hecho marcas de herramientas resultantes de las actividades de matanza, entonces este material proporcionaría la evidencia sólida más antigua de la asociación humana con la cuenca de Los Ángeles. Sin embargo, también es posible que hubiera alguna contaminación residual del material como resultado de la saturación por asfalto, lo que influyó en las fechas de radiocarbono.

## Galería

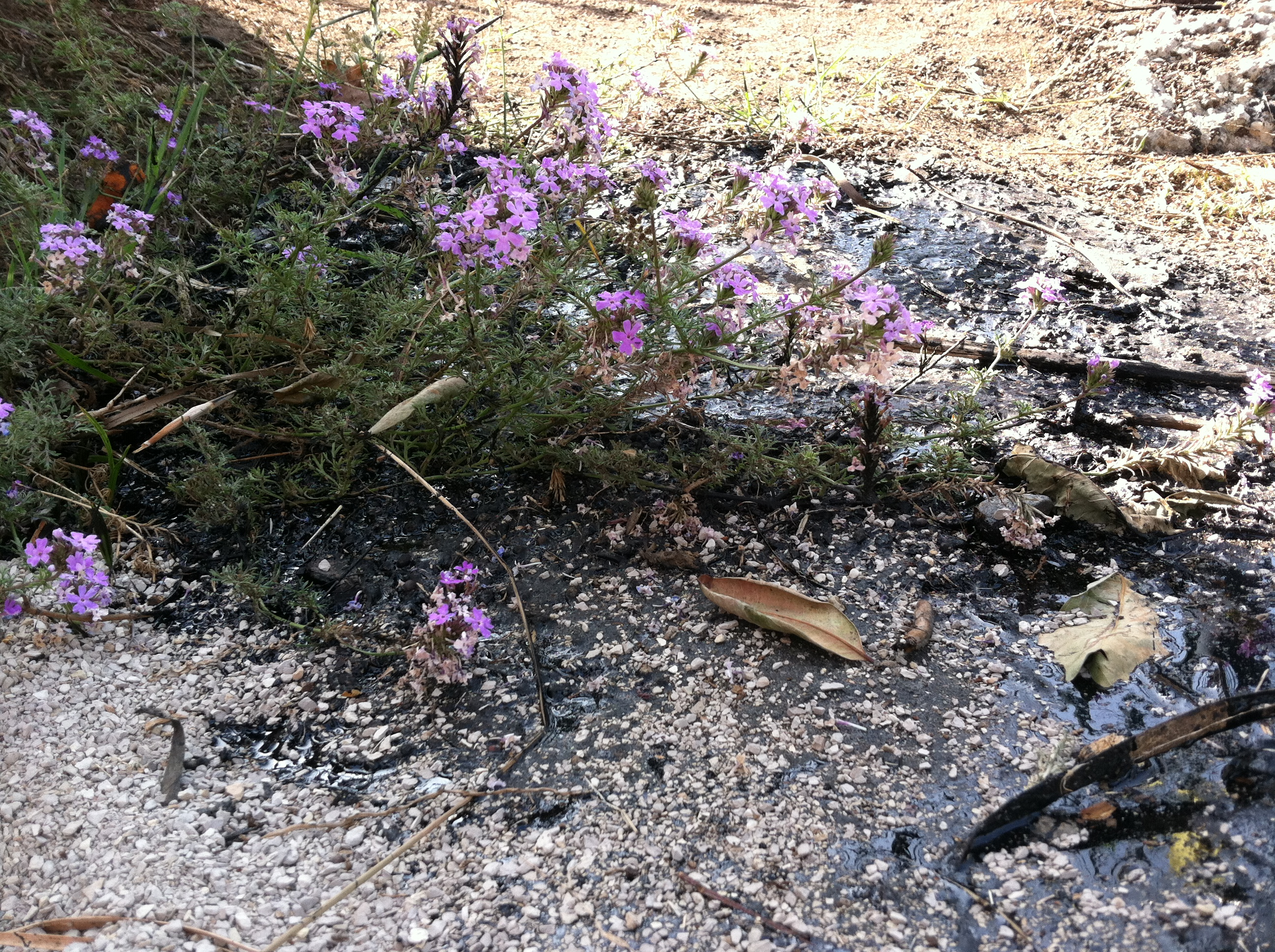
Flujo de brea y flores silvestres dentro del campus de La Brea (2014).
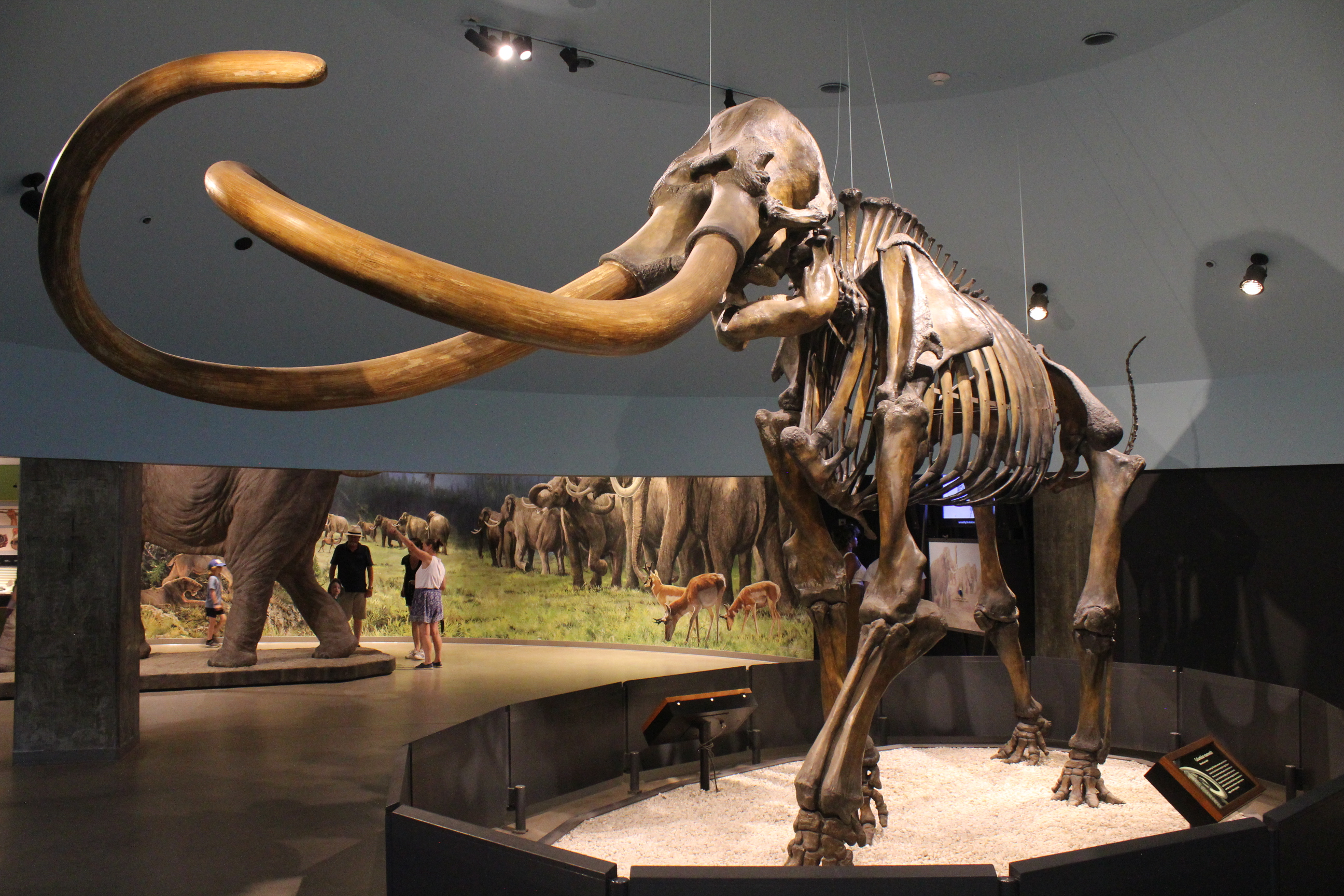
Esqueleto de mamut colombino de los pozos de brea, exhibido en el Museo George C. Page.
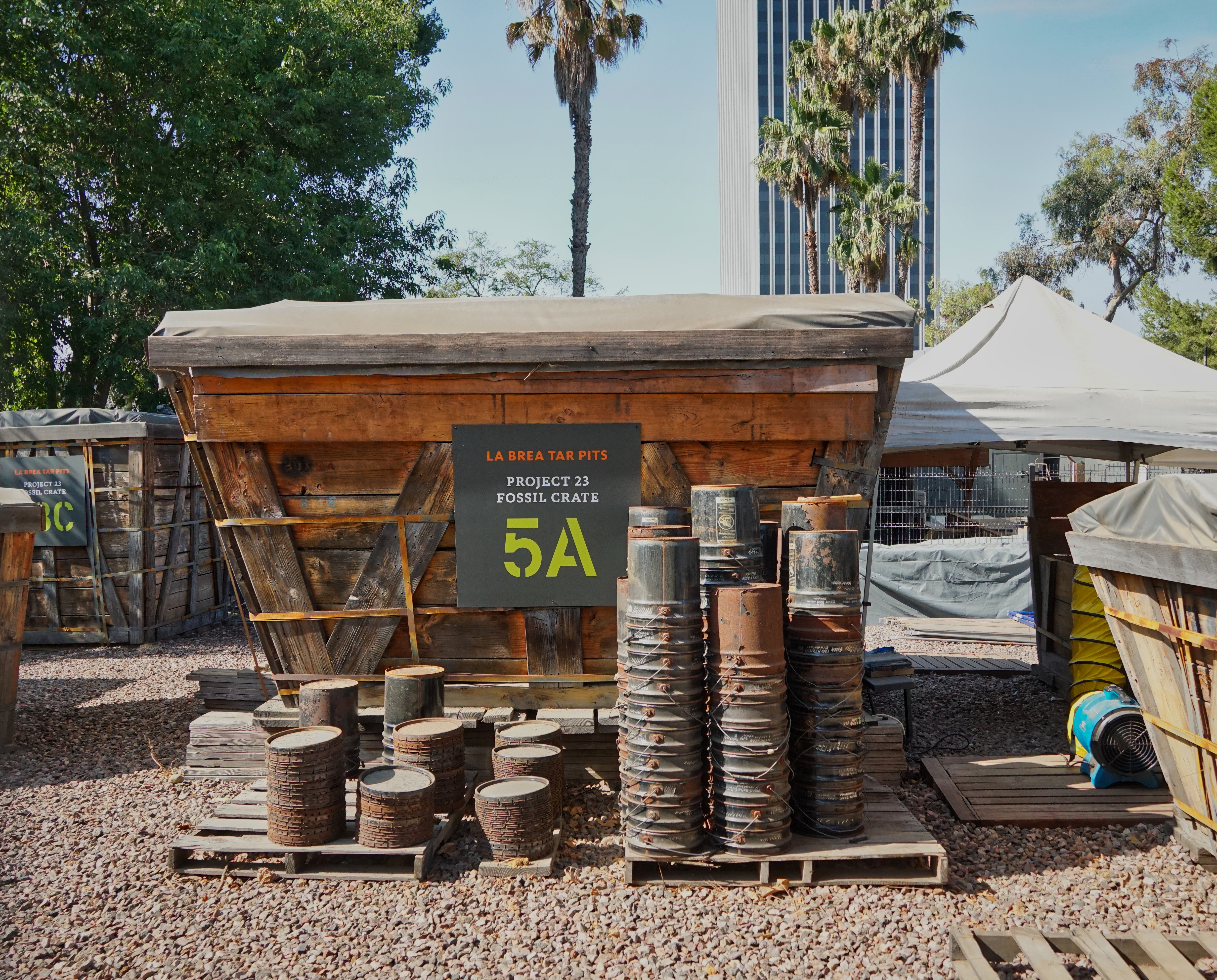
Caja de fósiles (2021).
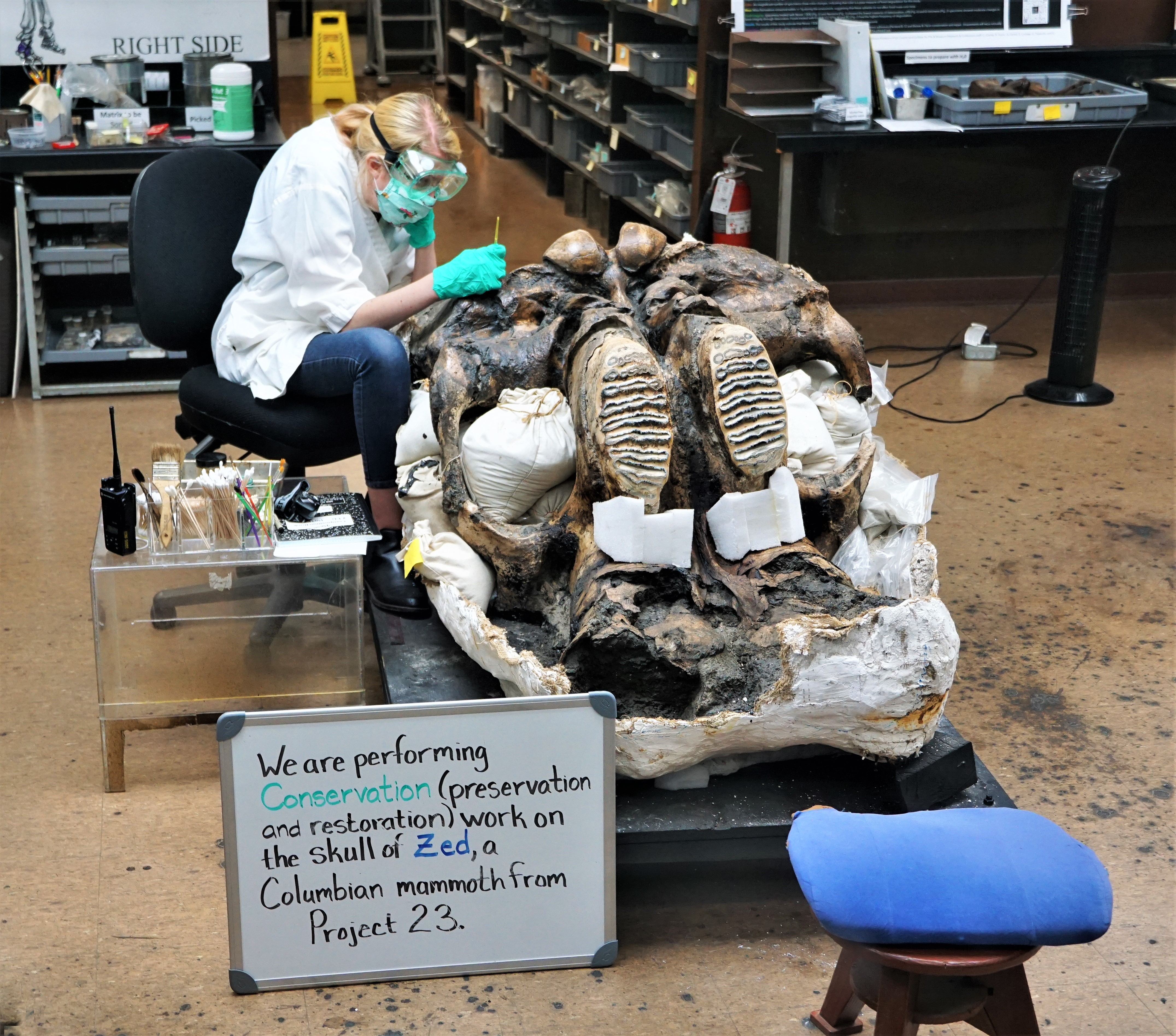
Técnico de laboratorio trabajando en un espécimen reciente ZED (2021).
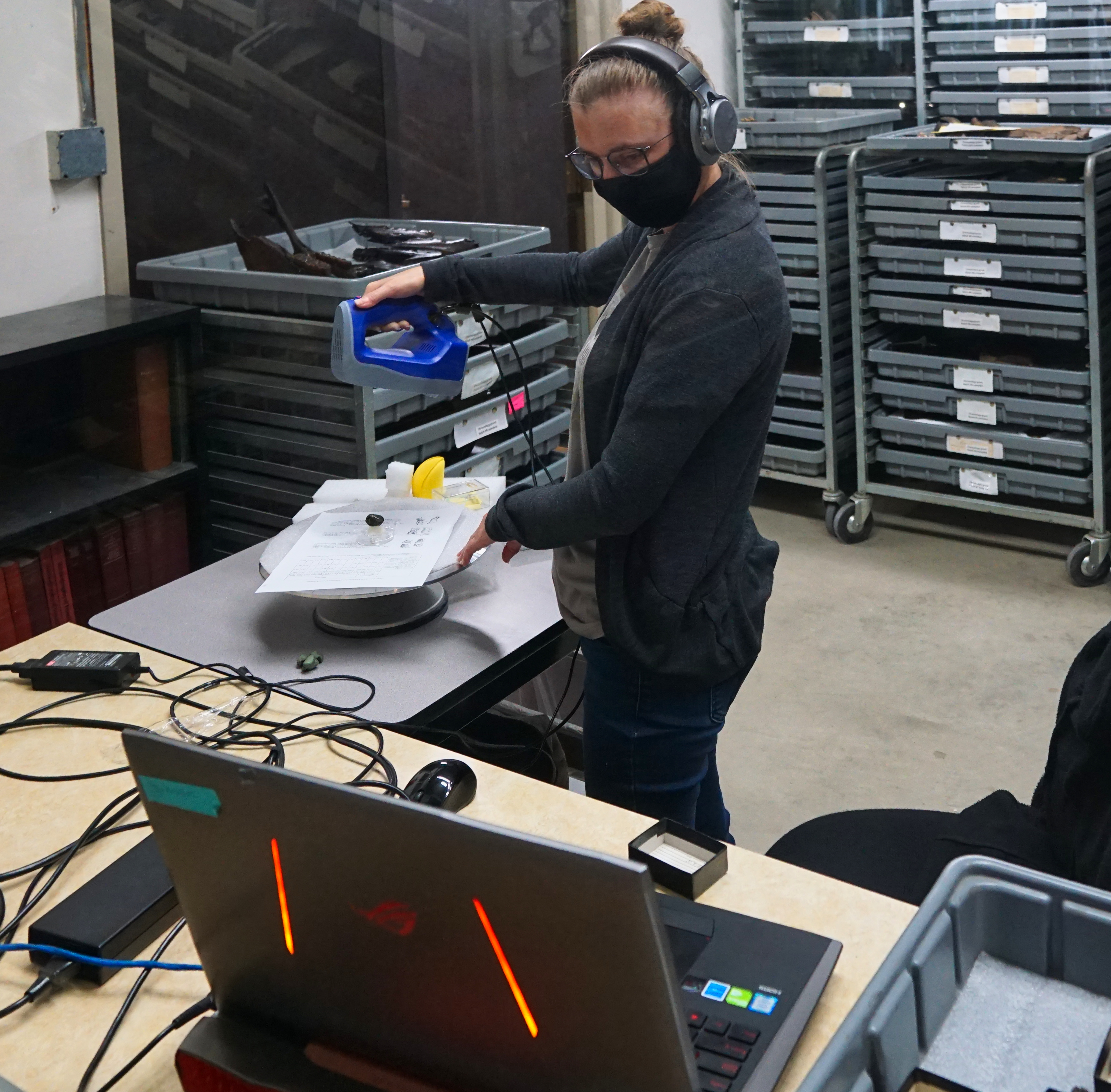
Técnico de laboratorio haciendo un escaneo 3-D de un fósil (2021).